# BH FM
BH FM é uma emissora de rádio brasileira sediada em Belo Horizonte, capital do estado de Minas Gerais. Opera no dial FM, na frequência 102.1 MHz. Pertence ao Sistema Globo de Rádio, subsidiária do Grupo Globo que também opera a sua co-irmã CBN Belo Horizonte. Seus estúdios estão localizados no Edifício Estocolmo, no bairro Estoril, e sua antena de transmissão está na Serra do Curral, no bairro Belvedere.

## História

Logotipo da emissora entre 2009 e 2021

Inaugurada no dia 12 de dezembro de 1977, pertencendo as Organizações Globo, a BH FM teve início em um período em que o rádio FM era novidade no mercado mineiro. Nasceu como uma rádio segmentada, voltada para as classes A e B, mas, a partir de 1984, muda sua programação e passa investir em uma linha musical diversificada, com o slogan "Pouco papo e só sucesso". Em 1985, alcança o primeiro lugar de audiência e mantém a liderança por 14 anos consecutivos.
Durante o período em que liderou o mercado, a BH FM inovou tocando sucessos musicais populares que antes só eram executados em rádios AMs: trouxe os novos sertanejos como Zezé di Camargo e Luciano, Chitãozinho e Xororó, Leandro e Leonardo. A BH FM inovou também nas promoções: para interagir mais ainda com o ouvinte, distribuía prêmios em todos os horários, criou brincadeiras e foi a primeira emissora a sortear casas, carros e eletrodomésticos. Atualmente, a rádio toca os estilos sertanejo, pagode e internacional.
Em 15 de março de 2016, com o encerramento das operações da Globo FM, a BH FM passou a ter seu sinal disponível no line-up das operadoras de TV por assinatura Sky, Oi TV, Claro TV e NET, em substituição a antiga emissora. A troca havia sido anunciada em 15 de janeiro, quando a programação da Globo FM havia sido descontinuada via internet.
Em 25 de março de 2021, a emissora lança seu novo logotipo, com um design inspirado no Conjunto Arquitetônico da Pampulha, e muda seu slogan para Todo mundo se encontra aqui.

## Programas e comunicadores
- Alô BH (Rafinha e Kayete)
- Baile da BH (Brinquinho)
- BH Sem Parar
- Caldeirão da BH (DJ Monty)
- Cassino da Kayete (Kayete e Rafinha)
- Giro BH (Rafinha e Júnior de Castro)
- Madrugada BH
- Oba Oba BH (Celinho; Henrique)
- Pancadão KondZilla (Robert Andare)
- Rebobina BH FM (Rafinha; Henrique)
- Top 10 às 10 (Bruno Marcius)
- Top Hits BH FM (Robert Andare)
- Top Hits Brasil (Rafinha e Kayete)